# Melanopsis etrusca
Melanopsis etrusca е вид коремоного от семейство Melanopsidae. Видът е застрашен от изчезване.

## Разпространение
Разпространен е в Италия.